# 新街镇 (宝鸡市)
新街镇，是中华人民共和国陕西省宝鸡市陈仓区下辖的一个乡镇级行政单位。

## 行政区划
新街镇下辖以下地区：
邱家山村、新街村、东沟门村、柳巷村、史家湾村、郝家庄村、姚儿沟村、庙川村、核桃园村、老庄村、莱园村和官村。